# ميك ماكديرموت
ميك ماكديرموت (بالإنجليزية: Mick McDermott)‏ (7 فبراير 1974 ببلفاست في المملكة المتحدة - ) هو لاعب كرة قدم بريطاني في مركز الدفاع. شارك مع منتخب أيرلندا الشمالية تحت 19 سنة لكرة القدم. أما مع النوادي، فقد لعب مع Connecticut Wolves ‏ ورالي إكسبرس ‏ وLong Island Rough Riders ‏.

## وصلات خارجية
- ميك ماكديرموت على موقع قاعدة بيانات كرة القدم.إي يو (الإنجليزية)